# القاعة الفيدرالية
القاعة الفيدرالية هي عبارة عن مبنى تاريخي يقع في شارع وول ستريت 26 ضمن الحي المالي في مانهاتن، في مدينة نيويورك. يُستخدم البناء الحالي المصمَّم على طراز الإحياء الإغريقي، الذي اكتمل بناؤه في عام 1842 تحت مسمى مكتب الجمارك، من قبل إدارة المتنزهات الوطنية كصرح تذكاري وطني يدعى النصب التذكاري الوطني للقاعة الفيدرالية. أُطلقت عليه هذه التسمية تيمنًا بمبنى موجود في نفس الموقع مبني على طراز العمارة الفيدرالية، اكتمل بناؤه في عام 1703 تحت مسمى دار البلدية، واستخدمته حكومة الولايات المتحدة التي استقلت حديثًا خلال ثمانينيات القرن الثامن عشر.
استُخدم المبنى الأصل كأول مجلس بلدية في نيويورك، حيث استضاف اجتماع قانون الطابع في عام 1765 قبل قيام الثورة الأمريكية. أصبح المبنى بعد استقلال الولايات المتحدة مكانًا لاجتماع الكونغرس الكونفدرالي، وهو أول حكومة مركزية في البلاد بموجب بنود الاتحاد، بين عامي 1785 و1789. ومع إنشاء الحكومة الفيدرالية للولايات المتحدة في عام 1789، أعيد تسمية المبنى بالقاعة الفيدرالية، وقد استضافت هذه القاعة الكونغرس الأمريكي الأول حيث أدّى جورج واشنطن اليمين الدستورية كأول رئيس للبلاد. ليهُدم المبنى في عام 1812.  
بني الهيكل الحالي الذي صممه كل من إيثيل تاون وألكسندر جاكسون ديفيز، ليكون بمثابة مكتب الجمارك الأمريكي لميناء نيويورك، وذلك قبل استخدامه كمبنى تابع لوزارة الخزينة منذ عام 1862 حتى عام 1925. يحيي النصب التذكاري الوطني الحالي ذكرى الأحداث التاريخية التي جرت ضمن المبنى السابق. أنشئ المبنى الحالي من رخام تاكاهو، وتشتمل ميزات المبنى المعمارية على رواق من الأعمدة ذات النظام الدوركي، بالإضافة إلى قاعة كبيرة مستديرة تعلوها قبة من تصميم النحات جون فرازي. تُعد الواجهة وكذلك جزء من داخل المبنى من ضمن المعالم المحمية في مدينة نيويورك، ويعد المبنى أيضًا ملكية مساهِمة في منطقة وول ستريت التاريخية، والمدرجة ضمن السجل الوطني للأماكن التاريخية.

## الهيكل الأولي
احتلت مزرعة جون دامن المنطقة الواقعة إلى شمال وول ستريت في القرن السابع عشر. باع دامن الأرض في عام 1685 إلى الكابتن جون نايت، وهو ضابط لدى حكومة توماس دونغان. أعاد نايت بيع الأرض إلى دونغان، ليعيد دونغان بيعها في عام 1689 إلى أبراهام دي بيستر ونيكولاس بايارد، وقد شغل كل منهما منصب عمدة نيويورك.

### مجلس البلدية
بُني الهيكل الأصل في الموقع باعتباره ثاني مجلس بلدية لمدينة نيويورك منذ عام 1699 حتى عام 1703، في شارع وول ستريت، في المكان الذي يعرف اليوم بالحي المالي في مانهاتن السفلى. صُمم هذا الهيكل من قبل جيمس إيفيتس ليحل محل المركز الإداري الأول في المدينة، شتات هايس. يبلغ المبنى ارتفاع طابقين، مع أجنحة تمتد غربًا وشرقًا. وقد استُخدمت الحجارة المأخوذة من التحصينات القديمة لشارع وول ستريت في بناء مجلس البلدية هذا. ضم مجلس البلدية أيضًا مكتبة عامة (اشتملت على 1,642 مجلدًا بحلول عام 1730)، بالإضافة إلى محطة إطفاء تحتوي سيارتين لإطفاء الحريق مستوردتين من لندن. أما الطوابق العليا فاستخدمت كسجن للمَدينين.
اعتُقل جون بيتر زينجر في عام 1735، وهو ناشر صحيفة أمريكي، لاقترافه تشهيرًا بحق الحاكم الملكي البريطاني، فسُجن وحوكم هناك. استند حكم البراءة الخاص بزينجر إلى حجة أنّ المواد التي طبعها كانت مبنية حقيقةً على مبدأ حرية الصحافة، الذي عُرّف لاحقًا ضمن وثيقة حقوق الولايات المتحدة.
أعيد تصميم مجلس البلدية لأول مرة في عام 1765، وأضيف طابق ثالث إلى المبنى. اجتمع في شهر أكتوبر من ذلك العام، مندوبون من تسع مستعمرات من أصل المستعمرات الثلاثة عشرة، في اجتماع قانون الطابع ردًا على فرض هذا القانون من قبل برلمان بريطانيا العظمى. اجتمع الحاضرون لأول مرة في معارضة منظمة للسياسة البريطانية، وصاغوا رسالة إلى الملك جورج الثالث ومجلس اللوردات ومجلس العموم، يطالبون فيها بامتلاك الحقوق نفسها التي يتمتع بها سكان بريطانيا، ويحتجون ضد المستعمرات رافعين شعار «لا ضرائب بدون تمثيل». استولى أبناء الحرية على المبنى من البريطانيين خلال حرب الاستقلال الأمريكية في عام 1775. واستُخدم مجلس البلدية بعد ذلك كمكان لاجتماع الكونغرس القاري.

## القاعة الفيدرالية
كانت قاعة البلدية، بعد الثورة الأمريكية مكانًا لانعقاد كونغرس اتحاد الولايات المتحدة بموجب مواد اتفاقية الاتحاد. حيث عُقد أول اجتماع لمؤتمر الكونفدرالية هذا في مجلس البلدية في 13 أبريل من عام 1784.

### التصميم والتشييد
ما يزال كونغرس الاتحاد بحاجة إلى مقر دائم، وقد تمنى مجلس مدينة نيويورك والعمدة جيمس داون أن تكون مدينة نيويورك عاصمة للولايات المتحدة. ساهم مواطنون عاديون وكذلك حكومة مدينة نيويورك بمبلغ 65,000 دولار أمريكي لتجديد قاعة مجلس البلدية القديمة. شعر الثوريون والأمريكيون اليمينيون، والذين عرفوا باسم الوطنيون، بوجوب إعادة تصميم المبنى وفق أسلوب معماري أمريكي مميز، مع الحفاظ أيضًا على هيكل ما قبل الاستعمار. اختير المهندس المعماري الفرنسي بيير شارلز لونفان، والذي ساعد الأمريكيين خلال حرب الاستقلال، من أجل إعادة تصميم هيكل البناء.
كان الاتساع الذي اتبعه لونفان سمة من سمات التصاميم وفق الطراز الجورجي، على الرغم من استخدامه أبعادًا أكبر وإضافته زخارفًا أمريكية. بُني ممشى مقنطر عبر القبو على مستوى الشارع، مع أربعة أعمدة توسكانية ثقيلة تدعم الشرفة. وُضعتْ أربعة أعمدة دوركية عالية على مستوى الشرفة، تدعم مدخل مزخرف يصوّر نسرًا أمريكيًا مع ثلاثة عشر سهمًا (واحد لكل مستعمرة من المستعمرات الثلاثة عشرة الأصلية). أنشأ لونفان أيضًا شرفة غائرة إلى الخلف من الأعمدة، وأضاف أكاليل زخرفية فوق نوافذ الطابق الثاني. بلغ حجم غرفة الطابق الأرضي لمجلس النواب الأمريكي 60×60 قدم (18×18 متر) عرضًا وارتفاعها نحو طابقين. وجدت كذلك غرفة أصغر لمجلس الشيوخ في الولايات المتحدة في الطابق الثاني. كان تصميم لونفان سببًا في تطوير ما أصبح لاحقًا الأسلوب الفيدرالي.

### الاستخدام
نقلت المدينة جميع مكاتبها البلدية خارج المبنى في أواخر عام 1788، لكن مكتبة جمعية نيويورك الحاوية على 3,500 مجلد بقيت في المبنى حتى الوقت الحالي. تقدم العمل بسرعة بين سبتمبر من عام 1788 ومارس من عام 1789. أعيد تسمية المبنى بالقاعة الفيدرالية في عام 1789، عندما اختيرت مدينة نيويورك كأول مقر للحكومة في البلاد بموجب الدستور. بدأت اجتماعات المؤتمر الأول هناك منذ 4 مارس من عام 1789. أقيم أول تنصيب لجورج واشنطن، وهو أول تنصيب لرئيس الولايات المتحدة على الإطلاق، على شرفة المبنى في 30 أبريل من عام 1789. وقد حدثت العديد من أهم الإجراءات التشريعية في الولايات المتحدة مع انعقاد الكونغرس الأول في القاعة الفيدرالية. على سبيل المثال، اقتُرحت وثيقة حقوق الولايات المتحدة في 25 سبتمبر من عام 1789 في القاعة الفيدرالية، وقد حَددت الحريات التي طالب بها كونغرس قانون الطابع عام 1765. سُنّ كذلك قانون القضاء لعام 1789 في هذا المبنى، محددًا نظام المحاكم الفيدرالية في الولايات المتحدة.
انتقلت عاصمة الولايات المتحدة إلى فيلاديلفيا في عام 1790. وتحوّل ما كان يومًا القاعة الفيدرالية إلى أماكن لاجتماعات الولاية ومحاكم. كان مبنى القاعة الفيدرالية أحد المباني القليلة التي نجت من حريق عام 1804 الذي تسبب بأضرار بقيمة 2 مليون دولار أمريكي (ما يساوي اليوم 43 مليون دولار أمريكي في عام 2012). مع افتتاح القاعة الحالية لمجلس بلدية نيويورك في عام 1812، لم تعد حكومة مدينة نيويورك بحاجة إلى القاعة الفيدرالية، فهُدم المبنى. إن جزء من الدرابزين الأصلي وأرضية الشرفة، حيث جرى تنصيب الرئيس واشنطن معروض ضمن النصب التذكاري، وكان في وقت من الأوقات تحت رعاية جمعية نيويورك التاريخية. كان شارع ناساو ستريت في الأصل ملتفًا حول المبنى إلى الغرب، بينما كان شارع برود ستريت متجهًا إلى الشرق. استقام شارع ناساو ستريت بعد هدم المبنى، واتجه إلى الغرب من النصب التذكاري الوطني الحديث للقاعة الفيدرالية.